# Lekkoatletyka na Letnich Igrzyskach Olimpijskich 2016 – bieg na 1500 m mężczyzn
Bieg na 1500 metrów mężczyzn – jedna z konkurencji biegowych rozgrywanych podczas XXXI Igrzysk Olimpijskich w Rio de Janeiro. Zmagania odbyły się pomiędzy 16–20 sierpnia na Stadionie Olimpijskim.
Tytułu mistrzowskiego z poprzednich igrzysk nie obronił Taoufik Makhloufi, zdobywając srebrny medal.
W zawodach wzięło udział 42 zawodników z 26 państw.

## Terminarz
Opracowano na podstawie materiału źródłowego.

Wszystkie godziny podane są w czasie brazylijskim (UTC-03:00) oraz polskim (CEST).
| Data             | Godzina rozpoczęcia | Godzina rozpoczęcia |            |
| Data             | UTC-03:00           | CEST                |            |
| ---------------- | ------------------- | ------------------- | ---------- |
| 16 sierpnia 2016 | 10:30               | 15:30               | Eliminacje |
| 18 sierpnia 2016 | 20:45               | 01:45               | Półfinały  |
| 20 sierpnia 2016 | 21:00               | 02:00               | Finał      |

## Statystyka

### Rekordy
W poniższej tabeli przedstawiono rekord świata i olimpijski, rekordy poszczególnych kontynentów oraz najlepszy rezultat na świecie w 2016 roku.
|                                                      | Zawodnik           | Wynik   | Miejsce    | Data                  |
| ---------------------------------------------------- | ------------------ | ------- | ---------- | --------------------- |
| Rekord świata                                        | Hicham El Guerrouj | 3:26,00 | Rzym       | 14 lipca 1998(dts)    |
| Rekord olimpijski                                    | Noah Ngeny         | 3:32,07 | Sydney     | 29 września 2000(dts) |
| Rekord Afryki                                        | Hicham El Guerrouj | 3:26,00 | Rzym       | 14 lipca 1998(dts)    |
| Rekord Ameryki Południowej                           | Hudson de Souza    | 3:33,25 | Rieti      | 28 sierpnia 2005(dts) |
| Rekord Ameryki Północnej                             | Bernard Lagat      | 3:29,30 | Rieti      | 28 sierpnia 2005(dts) |
| Rekord Australii i Oceanii                           | Nick Willis        | 3:29,66 | Monako     | 17 lipca 2015(dts)    |
| Rekord Azji                                          | Rashid Ramzi       | 3:29,14 | Rzym       | 14 lipca 2006(dts)    |
| Rekord Europy                                        | Mohamed Farah      | 3:28,81 | Monako     | 19 sierpnia 2013(dts) |
| Najlepszy wynik na listach światowych w sezonie 2016 | Asbel Kiprop       | 3:29,33 | Birmingham | 5 lipca 2016(dts)     |

### Najlepsze wyniki na świecie
Poniższa tabela przedstawia 10 najlepszych rezultatów na świecie w sezonie 2016 tuż przed rozpoczęciem zawodów.
| Poz. | Zawodnik          | Reprezentacja   | Wynik   | Data      | Miejsce    |
| ---- | ----------------- | --------------- | ------- | --------- | ---------- |
| 1.   | Asbel Kiprop      | Kenia           | 3:29,33 | 5 lipca   | Birmingham |
| 2.   | Ronald Kwemoi     | Kenia           | 3:30,49 | 15 lipca  | Monako     |
| 3.   | Elijah Manangoi   | Kenia           | 3:31,19 | 15 lipca  | Monako     |
| 4.   | Taoufik Makhloufi | Algieria        | 3:31,35 | 15 lipca  | Monako     |
| 5.   | Abdalaati Iguider | Maroko          | 3:31,54 | 16 lipca  | Heusden    |
| 6.   | Ayanleh Souleiman | Dżibuti         | 3:31,68 | 15 lipca  | Monako     |
| 7.   | Mohamed Farah     | Wielka Brytania | 3:31,74 | 15 lipca  | Monako     |
| 8.   | Ryan Gregson      | Australia       | 3:32,13 | 3 czerwca | Huelva     |
| 9.   | Alsadik Mikhou    | Bahrajn         | 3:32,30 | 16 lipca  | Heusden    |
| 10.  | Hillary Ngetich   | Kenia           | 3:32,97 | 9 lipca   | Barcelona  |

Pogrubioną czcionką oznaczono zawodników, którzy wystartowali w zawodach.

## Wyniki

### Eliminacje
Awans: Sześciu najszybszych zawodników z każdego biegu (Q) oraz sześciu z najlepszymi czasami wśród przegranych (q).
Opracowano na podstawie materiału źródłowego.

#### Bieg 1.
| Pozycja | Kolejność na starcie | Zawodnik                    | Reprezentacja                | Czas    | Uwagi |
| ------- | -------------------- | --------------------------- | ---------------------------- | ------- | ----- |
| 1.      | 5                    | Asbel Kiprop                | Kenia                        | 3:38,97 | Q     |
| 2.      | 10                   | Ryan Gregson                | Australia                    | 3:39,13 | Q     |
| 3.      | 6                    | Ayanleh Souleiman           | Dżibuti                      | 3:39,25 | Q     |
| 4.      | 11                   | Chris O’Hare                | Wielka Brytania              | 3:39,26 | Q     |
| 5.      | 7                    | Matthew Centrowitz          | Stany Zjednoczone            | 3:39,31 | Q     |
| 6.      | 14                   | Fouad Elkaam                | Maroko                       | 3:39,51 | Q     |
| 7.      | 2                    | David Bustos                | Hiszpania                    | 3:39,73 | q     |
| 8.      | 12                   | Charles Philibert-Thiboutot | Kanada                       | 3:40,04 | q     |
| 9.      | 3                    | Julian Matthews             | Nowa Zelandia                | 3:40,40 |       |
| 10.     | 8                    | Florian Carvalho            | Francja                      | 3:41,87 |       |
| 11.     | 13                   | Thiago André                | Brazylia                     | 3:44,42 |       |
| 12.     | 4                    | Santino Kenyi               | Sudan Południowy             | 3:45,27 |       |
| 13.     | 1                    | Saud Al-Zaabi               | Zjednoczone Emiraty Arabskie | 4:02,35 |       |
| -       | 9                    | Aman Wote                   | Etiopia                      | DNS     |       |

#### Bieg 2.
| Pozycja | Kolejność na starcie | Zawodnik             | Reprezentacja                      | Czas    | Uwagi  |
| ------- | -------------------- | -------------------- | ---------------------------------- | ------- | ------ |
| 1.      | 8                    | Taoufik Makhloufi    | Algieria                           | 3:46,82 | Q      |
| 2.      | 10                   | Elijah Manangoi      | Kenia                              | 3:46,83 | Q      |
| 3.      | 2                    | Robby Andrews        | Stany Zjednoczone                  | 3:46,97 | Q      |
| 4.      | 6                    | Nathan Brannen       | Kanada                             | 3:47,07 | Q      |
| 5.      | 11                   | Mekonnen Gebremedhin | Etiopia                            | 3:47,33 | Q      |
| 6.      | 7                    | Brahim Kaazouzi      | Maroko                             | 3:47,39 | Q      |
| 7.      | 12                   | Homiyu Tesfaye       | Niemcy                             | 3:47,44 | q      |
| 8.      | 4                    | Hamish Carson        | Nowa Zelandia                      | 3:48,18 |        |
| 9.      | 1                    | Adel Mechaal         | Hiszpania                          | 3:48,41 |        |
| 10.     | 13                   | Charlie Grice        | Wielka Brytania                    | 3:48,51 | q      |
| 11.     | 3                    | Paulo Lokoro         | Olimpijska reprezentacja uchodźców | 4:03,96 |        |
| 12.     | 14                   | Augusto Soares       | Timor Wschodni                     | 4:11,35 | PB     |
| –       | 5                    | Abdi Waiss Mouhyadin | Dżibuti                            | DNF     |        |
| –       | 9                    | Filip Ingebrigtsen   | Norwegia                           | DSQ     | R163.2 |

#### Bieg 3.
| Pozycja | Kolejność na starcie | Zawodnik            | Reprezentacja     | Czas    | Uwagi |
| ------- | -------------------- | ------------------- | ----------------- | ------- | ----- |
| 1.      | 10                   | Jakub Holuša        | Czechy            | 3:38,31 | Q     |
| 2.      | 12                   | Ronald Kwemoi       | Kenia             | 3:38,33 | Q     |
| 3.      | 13                   | Abdalaati Iguider   | Maroko            | 3:38,40 | Q     |
| 4.      | 14                   | Ronald Musagala     | Uganda            | 3:38,45 | Q     |
| 5.      | 2                    | Henrik Ingebrigtsen | Norwegia          | 3:38,50 | Q     |
| 6.      | 11                   | Nick Willis         | Nowa Zelandia     | 3:38,55 | Q     |
| 7.      | 7                    | Benson Seurei       | Bahrajn           | 3:38,82 | q     |
| 8.      | 1                    | Pieter-Jan Hannes   | Belgia            | 3:38,89 | q     |
| 9.      | 9                    | Ben Blankenship     | Stany Zjednoczone | 3:38,92 | q     |
| 10.     | 3                    | Dawit Wolde         | Etiopia           | 3:39,29 | q     |
| 11.     | 6                    | Salim Keddar        | Algieria          | 3:40,63 |       |
| 12.     | 4                    | Luke Mathews        | Australia         | 3:44,51 |       |
| 13.     | 5                    | İlham Tanui Özbilen | Turcja            | 3:49,02 |       |
| 14.     | 15                   | Mohammed Rageh      | Jemen             | 3:58,99 |       |
| 15.     | 8                    | Erick Rodríguez     | Nikaragua         | 4:00,30 |       |

### Półfinały
Awans: Pięciu najszybszych zawodników z każdego biegu (Q) oraz dwóch z najlepszymi czasami wśród przegranych (q).
Opracowano na podstawie materiału źródłowego.

#### Bieg 1.
| Pozycja | Kolejność na starcie | Zawodnik            | Reprezentacja     | Czas    | Uwagi |
| ------- | -------------------- | ------------------- | ----------------- | ------- | ----- |
| 1.      | 10                   | Asbel Kiprop        | Kenia             | 3:39,73 | Q     |
| 2.      | 11                   | Taoufik Makhloufi   | Algieria          | 3:39,88 | Q     |
| 3.      | 3                    | Nick Willis         | Nowa Zelandia     | 3:39,96 | Q     |
| 4.      | 12                   | Ben Blankenship     | Stany Zjednoczone | 3:39,99 | Q     |
| 5.      | 6                    | Charlie Grice       | Wielka Brytania   | 3:40,05 | Q     |
| 6.      | 2                    | Abdalaati Iguider   | Maroko            | 3:40,11 | q     |
| 7.      | 8                    | Nathan Brannen      | Kanada            | 3:40,20 | q     |
| 8.      | 4                    | Benson Seurei       | Bahrajn           | 3:40,53 |       |
| 9.      | 1                    | Jakub Holuša        | Czechy            | 3:40,83 |       |
| 10.     | 13                   | Dawit Wolde         | Etiopia           | 3:41,42 |       |
| 11.     | 5                    | Henrik Ingebrigtsen | Norwegia          | 3:42,51 |       |
| 12.     | 9                    | Pieter-Jan Hannes   | Belgia            | 3:43,71 |       |
| 13.     | 7                    | Brahim Kaazouzi     | Maroko            | 3:48,66 |       |

#### Bieg 2.
| Pozycja | Kolejność na starcie | Zawodnik                    | Reprezentacja     | Czas    | Uwagi  |
| ------- | -------------------- | --------------------------- | ----------------- | ------- | ------ |
| 1.      | 9                    | Ronald Kwemoi               | Kenia             | 3:39,42 | Q      |
| 2.      | 10                   | Ayanleh Souleiman           | Dżibuti           | 3:39,46 | Q      |
| 3.      | 1                    | Matthew Centrowitz          | Stany Zjednoczone | 3:39,61 | Q      |
| 4.      | 7                    | Ryan Gregson                | Australia         | 3:40,02 | Q      |
| 5.      | 12                   | Ronald Musagala             | Uganda            | 3:40,37 | Q      |
| 6.      | 6                    | Mekonnen Gebremedhin        | Etiopia           | 3:40,69 |        |
| 7.      | 13                   | Homiyu Tesfaye              | Niemcy            | 3:40,76 |        |
| 8.      | 11                   | Charles Philibert-Thiboutot | Kanada            | 3:40,79 |        |
| 9.      | 3                    | Fouad Elkaam                | Maroko            | 3:40,93 |        |
| 10.     | 5                    | Chris O’Hare                | Wielka Brytania   | 3:44,27 |        |
| 11.     | 2                    | David Bustos                | Hiszpania         | 3:56,54 | q      |
| –       | 8                    | Elijah Manangoi             | Kenia             | DNS     |        |
| –       | 4                    | Robby Andrews               | Stany Zjednoczone | DSQ     | R163.4 |

### Finał
Opracowano na podstawie materiału źródłowego.
| Pozycja | Kolejność na starcie | Zawodnik           | Reprezentacja     | Czas    | Uwagi |
| ------- | -------------------- | ------------------ | ----------------- | ------- | ----- |
| 01 !    | 4                    | Matthew Centrowitz | Stany Zjednoczone | 3:50,00 |       |
| 02 !    | 7                    | Taoufik Makhloufi  | Algieria          | 3:50,11 |       |
| 03 !    | 10                   | Nick Willis        | Nowa Zelandia     | 3:50,24 |       |
| 4.      | 1                    | Ayanleh Souleiman  | Dżibuti           | 3:50,29 |       |
| 5.      | 2                    | Abdalaati Iguider  | Maroko            | 3:50,58 |       |
| 6.      | 3                    | Asbel Kiprop       | Kenia             | 3:50,87 |       |
| 7.      | 13                   | David Bustos       | Hiszpania         | 3:51,06 |       |
| 8.      | 11                   | Ben Blankenship    | Stany Zjednoczone | 3:51,09 |       |
| 9.      | 6                    | Ryan Gregson       | Australia         | 3:51,39 |       |
| 10.     | 9                    | Nathan Brannen     | Kanada            | 3:51,45 |       |
| 11.     | 5                    | Ronald Musagala    | Uganda            | 3:51,68 |       |
| 12.     | 8                    | Charlie Grice      | Wielka Brytania   | 3:51,73 |       |
| 13.     | 12                   | Ronald Kwemoi      | Kenia             | 3:56,76 |       |